# ピドヒルツィ
ピドヒルツィ（ウクライナ語: Підгірці; ポーランド語: Podhorce）は、ウクライナのリヴィウ州ゾーロチウ地区にある人口約1000人の村落で、リヴィウの東約80キロメートル、ブロディの南17キロメートル、テルノーピリの北西60キロメートルに位置する。ウクライナのフロマーダの一つであるザボロッツィ農村フロマーダに属する。その城と、バシレイオス会の生神女のイコンを所蔵する受胎告知修道院の両方で知られている。

## 歴史
大きな初期スラヴ人のゴルドの近くに設立されたが、当時プリスネスクと呼ばれていた要塞化されたルーシ人の集落の最初の記述は、1188年と1233年のもので、キエフとガリツィア・ヴォルィーニの年代記とイーゴリ軍記に見られる。最初のバシレイオス会修道院は、1180年にヘレンという名の王女によって設立されたと記録されている。15世紀には現在の名前で言及され、1440年にはポーランド王ヴワディスラフ3世によってその借地人であるポドホレツキ貴族家に与えられた。1635年、村は大ヘトマンのスタニスワフ・コニェツポルスキによって購入され、彼はそこにピドヒルツィ城を建設した。
1682年、ソビェスキ家に相続された。ポーランド王冠軍の王冠野戦ブラヴァ騎兵連隊がポドホルツェに駐屯していた。18世紀前半には、現在のバシレイオス会修道院の複合施設が建設され、1754年にはそのイコンがローマ教皇ベネディクトゥス14世によって戴冠された。1728年、城はジェヴスキ家によって購入され、ヴァツワフ・ジェヴスキによって拡張された。彼は1766年に献堂された聖ヨゼフ・ローマカトリック教会も建設した。最終的に1869年から1939年まで、この複合施設はサングシュコ家の所有となり、彼らはそれを博物館にした。ピドヒルツィは戦争とソビエト政権によって大きな被害を受け、そのコレクションはポーランドとウクライナの様々な博物館に散逸した。1997年、荒廃した城はリヴィウ美術館に譲渡され、徐々に修復が進められている。聖ヨゼフ教会では、ポーランド語とウクライナ語で礼拝が行われている。
2009年、村のバシレイオス会修道院は、7人の「ピドヒルツィの父たち」がウクライナ正教ギリシャ典礼カトリック教会の設立を宣言した際、ウクライナ・ギリシャ典礼カトリック教会内の分裂の地となった。
2020年7月18日まで、ピドヒルツィはブロディ地区に属していた。ブロディ地区は、ウクライナの行政改革の一環として2020年7月に廃止され、リヴィウ州の地区数は7つに削減された。ブロディ地区の領域はゾーロチウ地区に統合された。